# Festival de Cine de La Serena
El Festival Internacional de Cine de La Serena nace en el año 2015, en la Región de Coquimbo, buscando impulsar y descentralizar la producción audiovisual regional, nacional e internacional, a través de la organización de un certamen de carácter competitivo que sirve como punto de encuentro de diferentes actores de la escena audiovisual. Este festival, es financiado por el Fondo de Fomento Audiovisual del Ministerio de las Culturas, las Artes y el Patrimonio, y producido por Latente Films.
Las tres primeras versiones de FECILS lograron entregar una exitosa y atractiva instancia de difusión de obras audiovisuales nacionales y regionales de cara a la comunidad regional. Además, posibilitó el encuentro de los realizadores, profesionales y técnicos del rubro, en espacios de capacitación y articulación de redes.
En lo netamente competitivo, se constituyó una selección de títulos bajo cuatro categorías: “Largometraje Ficción Nacional”; “Documental Nacional”; “Cortometraje Ficción Regional”; y “Cortometraje Documental Regional”. Con la Tercera Edición de FECILS, y luego de auspiciosas alianzas estratégicas con festivales extranjeros como el Festival Internacional de Cine de Paraguay o el Buenos Aires Festival Internacional de Cine Independiente, se decidió incorporar a la competencia la categoría “Largometraje Latinoamericano de Ficción”.
Pero la competencia no es el único motor de FECILS. Año a año, el festival ha promovido un nutrido programa de exhibiciones, que se extiende a otras comunas de la IV Región, logrando concretar uno de los principales propósitos y desafíos del festival: acercar el séptimo arte al público local, promoviendo su acceso e impulsando el desarrollo de un capital cultural.
Para esta versión 2018, el festival ha determinado como sedes centrales de exhibición, el Teatro Municipal de La Serena; el Teatro Centenario; la Sala Aula Magna Ignacio Domeyko; y el Auditorio Francisco Cornely del Museo Arqueológico de La Serena. Todos espacios que ya pueden considerarse parte del patrimonio artístico y cultural de la ciudad de La Serena y que, como es la tónica de este evento anual, ofrecerán una amplia oferta audiovisual conformada por estrenos nacionales, competencia oficial, muestras, conversatorios y charlas.
De este modo, FECILS, el festival más importante del norte de Chile, se inserta en el contexto audiovisual nacional y latinoamericano, consolidándose como evento anual cinematográfico, provocando un impacto e interés en los medios de comunicación, instituciones y por sobre todo, en las comunidades de toda la región.

## Categorías
Las cinco categorías de la competencia son:
- Largometraje Ficción Latinoamericano
- Largometraje Ficción Nacional.
- Cortometraje Ficción Regional.
- Documental Regional.
- Documental Nacional.

## Sedes oficiales
Las sedes del festival están adaptadas para la proyectar películas con equipos digitales profesionales. El siguiente es un listado de las sedes oficiales:
- Teatro Municipal de La Serena.
- Teatro Centenario.
- Salón Auditorio Francisco Cornely del Museo Aqrueológico de La Serena
- Teatro Jorge Peña Hen
- Aula Magna Ignacio Domeyko

## Premio a la Trayectoria Nacional
| Año  | Imagen | Artista(s)          | Ocupación                                                 | Ref.  |
| ---- | ------ | ------------------- | --------------------------------------------------------- | ----- |
| 2015 |        | Luz Jiménez         | Actriz y profesora teatral                                | [ 1 ] |
| 2016 |        | Bélgica Castro      | Actriz y profesora teatral. Premio Nacional de Artes 1995 |       |
| 2016 |        | Alejandro Sieveking | Actor y dramaturgo. Premio Nacional de Artes 2017         |       |
| 2017 |        | José Soza           | Actor y director                                          |       |
| 2018 |        | Luis Dubó           | Actor                                                     |       |
| 2019 |        | Gabriela Medina     | Actriz                                                    | [ 2 ] |
| 2021 |        | Alfredo Castro      | Actor, director y profesor teatral                        |       |
| 2024 |        | Eduardo Barril      | Actor y director                                          | [ 3 ] |